# Рівнокоробочник лисохвостоподібний
Рівнокоробочник лисохвостоподібний (Isothecium alopecuroides) — вид мохів порядку гіпнобрієвих (Hypnales).

## Поширення
Ареал охоплює такі частини світу: Європа, Північна Африка, Азія, Північна Америка.
Населяє гірські породи; помірні висоти.

## Характеристика

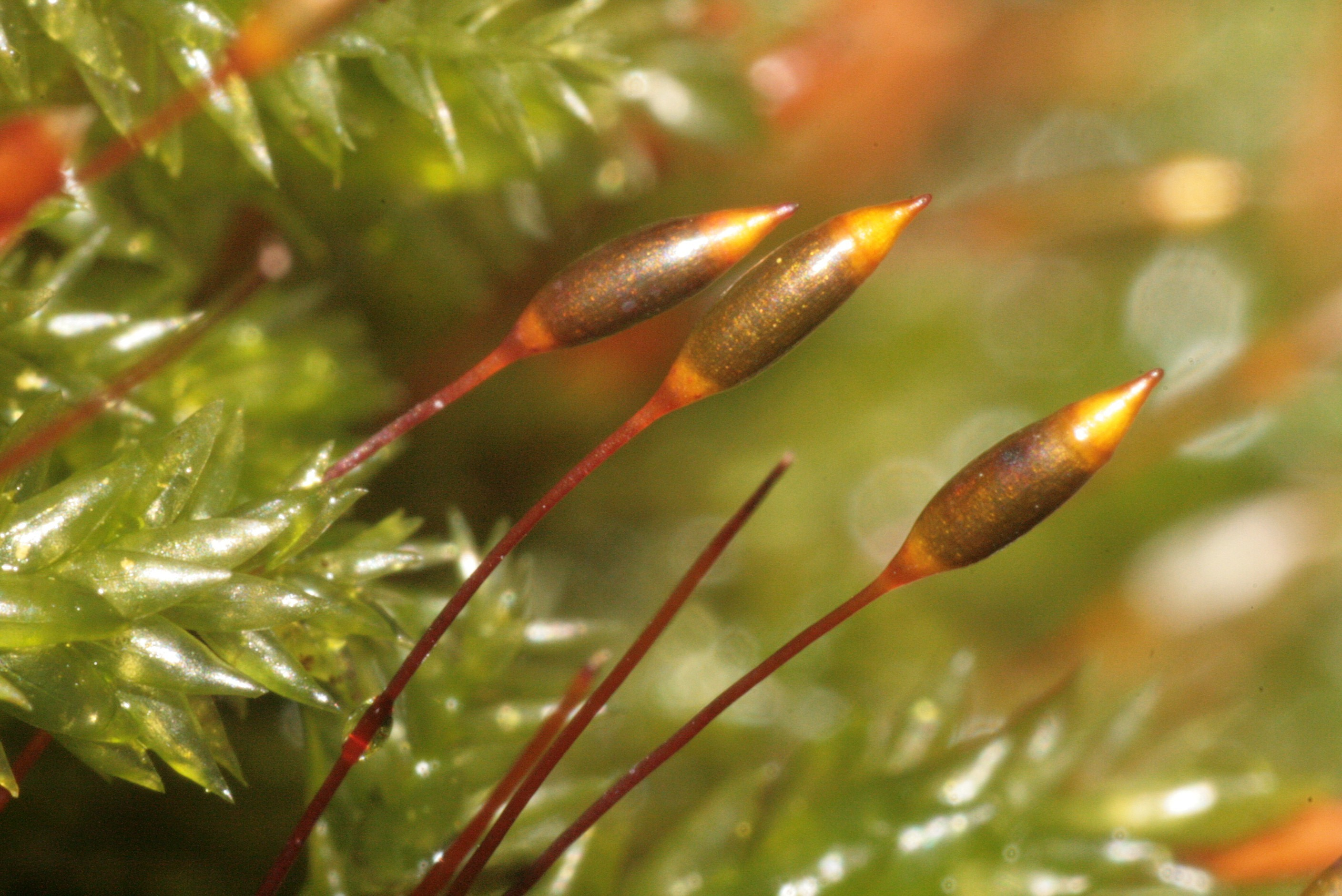

Рослини великі, жовтувато-коричнево-зелені, не дуже блискучі. Стебла з короткими або невидимими стеблами, вторинні стебла 1–5 см, листоподібні, коли сухі, нерівномірно розгалужені, гілки однакової довжини (1–2 см), джгутикові гілки відсутні. Первинне стеблове листя від широкого до вузько-трикутного; краї слабко або без зубців; верхівка притуплена. Гілчасті листки від яйцеподібних до яйцювато-ланцетних; краї цілі, на верхівці злегка зубчасті. Коробочкові ніжки 0.8–1.2 см. Коробочка 2–2.4 мм.